# Tankred Lerch

Tankred Lerch

Tankred Lerch (* 10. Januar 1970 in Lübeck) ist ein deutscher Autor, Drehbuchautor und TV-Producer.

## Werdegang
Tankred Lerch studierte nach dem Abitur zunächst Jura und absolvierte im Anschluss ein journalistisches Volontariat bei Radio Schleswig-Holstein in Kiel. Bis 1997 war er bei RSH als Redakteur und Moderator unter anderem für die Morning Show tätig und moderierte außerdem beim NDR-Jugendsender N-Joy Radio.
1997 wechselte Lerch vom Radio zur Fernsehproduktionsfirma Brainpool nach Köln und schrieb zunächst als freier Autor für Die Harald-Schmidt-Show. Zum Startschuss von Stefan Raabs TV total zählte er anschließend zum festen Autorenteam der ebenfalls von Brainpool produzierten und 1999 erstmals bei ProSieben ausgestrahlten Show, die 1999 mit dem Deutschen Fernsehpreis, dem Comedypreis und 2001 mit der Bronzenen Rose von Montreux (Rose d’Or) prämiert wurde. Lerch war fortan bis 2006 fester Autor bei Brainpool und schrieb dort u. a. 2000 als Co-Drehbuchautor für die Sat.1-Sitcom Der Doc – Schönheit ist machbar mit Ingolf Lück, war 2001 Autor von Elton.tv und von 2002 bis 2006 Headwriter und Creative Producer der von Oliver Pocher moderierten Shows Alles Pocher, …oder was? (VIVA) und Rent a Pocher (ProSieben), die 2005 mit dem Deutschen Comedypreis in der Kategorie Beste Sendung ausgezeichnet wurde. 2006 führte er zudem Regie beim Musikvideo zu Oliver Pochers Single und offiziellen DFB-Hymne Schwarz und Weiß, die Goldstatus erlangte. Als freier Drehbuchautor schrieb er zwischen 2006 und 2011 mehrere Folgen der Grimme-Preis-prämierten Serie Stromberg.
Als freier Headwriter, Executive Producer, Creative Producer und Realisator war er für verschiedene TV-Formate in den Genres Comedy, Satire, Doku und Show tätig. Unter anderem als Headwriter und Executive Producer für Kayas Deutschlandtour (2009, RTL) mit Kaya Yanar, als Headwriter und Creative Producer für Goldrausch am Yukon – Das Abenteuer deines Lebens (2018, Dmax), als Headwriter für extra 3 – Der reale Irrsinn XXL (2017, NDR) und unter anderem für die Musikshow-Reihe The Dome (2006–2008, RTL2).
Beim Autorenblog Carta erschien zwischen 2012 und 2013 seine Kolumne Hans & ich.
Von 2012 bis 2014 war er Chefautor, Producer und Realisator für die Krömer – Late Night Show (ARD), in der u. a. Einspielfilme von Dreharbeiten bei in Afghanistan stationierten Bundeswehrtruppen eingebunden sind. Zusammen mit Kurt Krömer hatte Lerch zwischen 2012 und 2013 zwei Mal Afghanistan bereist. Die erste Reise fand auf Einladung der Bundeswehr hin anlässlich eines im Rahmen der sogenannten Truppenunterhaltung erfolgten Auftritts Kurt Krömers statt. Das zweite Mal reisten Kurt Krömer und Tankred Lerch auf eigene Faust, um einen Eindruck des Landes fernab der Bundeswehr-Camps zu bekommen.
Die Eindrücke nach beiden Reisen flossen im gemeinsamen Buch Ein Ausflug nach wohin eigentlich keiner will. Zu Besuch in Afghanistan. ein, das 2013 beim Verlag Kiepenheuer & Witsch erschien und mehrfach Bestseller wurde.
Lerch schreibt als Autor auch für Imagefilme und Werbespots, darunter die 2018 veröffentlichte und mit Christoph Maria Herbst als Nörgler Jochen besetzte Eurowings-Kampagne.
Seit 2013 lehrt er als freier Dozent an der Fachhochschule St. Pölten in Österreich Medientechnik und Dramaturgie und ist seit 2017 freier Autor für das Satire-Magazin des Norddeutschen Rundfunks extra 3, wo er u. a. für Christian Ehring und Kirstin Warnke schreibt.
Für die ab 2019 bei ARD ONE monatlich ausgestrahlte Talkshow über Serien SERIöS – das Serienquartett mit Ralf Husmann, Kurt Krömer, Annie Hoffmann und Annette Hess ist er als Showrunner präsent.
2019 ist im Verlag Beltz & Gelberg Tankred Lerchs Jugendroman Der Rüberbringer oder Ein irrer Trip zwischen Leben und Tod erschienen.
Das später erschienene Hörbuch (2021) wurde von Tankred Lerch selbst vorgelesen.
Unter dem Titel Warum, Silke, warum? – Geschichten vom alltäglichen Wahnsinn folgte im November 2020 ein Shortstory-Erzählband, der zunächst als ungekürzte Lesung mit Schauspieler Devid Striesow veröffentlicht wurde. Die kurzen Episoden erzählen aus Tankred Lerchs Alltag als Autor mit zwar norddeutschen Wurzeln, aber über 20-jährigem Wohnsitz im Rheinland bzw. in Köln. Für die Realisierung der Kurzgeschichten wurde Tankred Lerch im Frühjahr 2020 mit einem Autoren-Arbeitsstipendium vom Ministerium für Kultur und Wissenschaft des Landes Nordrhein-Westfalen gefördert. Im Herbst 2021 folgte unter identischem Namen die Veröffentlichung der Geschichten als gebundene Buch-Ausgabe. Im selben Jahr entstand mit Ralf Moeller beim Verlag Gräfe und Unzer das Buch Erstma’ Machen. Denn auch Hinfallen ist ein Schritt nach vorn. mit Veröffentlichung im März 2021. Es wurde von Tankred Lerch geschrieben und beinhaltet Erlebnisse und Anekdoten des Schauspielers und ehemaligen Mr. Universum, der gebürtig aus Recklinghausen stammt und in Hollywood Karriere machte. Seine Rolle als Hagen in Ridley Scotts Film Gladiator an der Seite von Oscar-Preisträger Russell Crowe machte Ralf Moeller weltweit bekannt. Das Buch erlangte Spiegel-Bestseller-Status. Tankred Lerchs zweiter Roman Die Hochzeit meines besten Freundes (mit mir) aus dem Jahr 2024 ist eine Gesellschaftssatire rund um zwei männliche beste Freunde, die aus pragmatischen finanziellen Gründen den Bund der Ehe eingehen. Eine weitere Buchveröffentlichung im Jahr 2024 ist das Sachbuch Es muss wie ein Unfall aussehen, das das Thema Schreiben behandelt.

## Bibliografie
- Kurt Krömer: Ein Ausflug nach wohin eigentlich keiner will. Zu Besuch in Afghanistan. Co-Autor: Tankred Lerch. Kiepenheuer & Witsch, Köln 2013. ISBN 978-3-462-04536-9.
- Der Rüberbringer oder Ein irrer Trip zwischen Leben und Tod. Roman. Beltz & Gelberg, Weinheim/Basel 2019. ISBN 978-3-407-81239-1.
- Der Rüberbringer oder Ein irrer Trip zwischen Leben und Tod. Roman. Klangzeilen 2021. EAN: 425-0-553-10648-3.
- Warum, Silke, warum? – Geschichten vom alltäglichen Wahnsinn. als digitales Hörbuch / ungekürzte Lesung. Finch & Zebra 2020. EAN 425-1-888-70738-3.
- Warum, Silke, warum? – Geschichten vom alltäglichen Wahnsinn. als gebundenes Hardcover. Tredition 2021. ISBN 978-3-347-41464-8
- Ralf Moeller, Tankred Lerch: Erstma’ Machen. Denn auch Hinfallen ist ein Schritt nach vorn. Gräfe und Unzer, München 2021. ISBN 978-3-8338-7532-8.
- Ralf Moeller, Timo Franke (Rezepte), Tankred Lerch (Co-Autor), Stephanie Nauber (Co-Autorin): Vegan Gladiators. Becker Joest Volk Verlag. ISBN 978-3-95453-283-4
- Die Hochzeit meines besten Freundes (mit mir). Roman. Heyne Verlag 2024. ISBN 978-3-453-42713-6
- Es muss wie ein Unfall aussehen. Sachbuch. Becker Joest Volk Verlag 2024. ISBN 978-3-95453-292-6
- Hope oder wenn Papa Mama wird, Roman, Heyne Verlag 2025. ISBN 978-3-453-44284-9

## Filmografie (Auswahl)
- 1997–1998: Die Harald-Schmidt-Show – Autor
- 1999–2001: TV total – Autor
- 2001–2002: Elton.tv – Autor
- 2002: Alles Pocher, …oder was? – Headwriter, Executive Producer
- 2003–2006: Rent a Pocher – Headwriter, Creative Producer
- 2004: TV total: Elton und Olli on Tour – Konzept, Creative Producer
- 2005: Sansibar Spezial – Executive Producer
- 2006: Pochers WM-Countdown – Konzept, Creative Producer
- 2007: Stromberg, Folge Lulu (3. Staffel) – Autor
- 2009: Stromberg, Folgen Gernot und Helge (4. Staffel) – Autor
- 2011: Stromberg, Folge Die Konferenz (5. Staffel) – Autor
- 2012–2014: Krömer-Late Night Show – Headwriter, Producer
- 2018: Goldrausch am Yukon – Das Abenteuer deines Lebens – Headwriter
- 2017, 2018, 2019: extra 3 – Autor
- 2019: Olaf macht Mut (3. Staffel) – Chefautor
- 2019: Andere Eltern – Autor
- 2019: SERIöS – das Serienquartett – Showrunner
- 2020, 2021, 2022: Das Gipfeltreffen – Schubert, Sträter & König retten die Welt – Headwriter
- 2022 Cut it - Die vorHair nachHair Show – Creator
- 2023 Morden im Norden: Das zweite Alibi – Autor (Produktion 2023)

## Auszeichnungen
- 1999: Deutscher Fernsehpreis für TV total
- 2000: Romy für TV total
- 2001: Bronzene Rose von Montreux für TV total
- 2001: Silberne Rose von Montreux für elton.tv
- 2004: Nominierung Deutscher Comedypreis für Rent a Pocher
- 2004: Nominierung Deutscher Fernsehpreis für Rent a Pocher
- 2005: Deutscher Comedypreis für Rent a Pocher
- 2013: Nominierung Deutscher Comedypreis für Krömer-Late-Night-Show
- 2019: Nominierung Grimme-Preis für extra 3[18]
- 2020: Nominierung Deutscher Comedypreis für Andere Eltern
- 2021: Nominierung / Longlist Deutscher Drehbuchpreis 2022 für Der Humorlose